# Карло-Марксівська сільська рада
| Карло-Марксівська сільська рада — колишній орган місцевого самоврядування у Бердянському районі Запорізької області з адміністративним центром у с. Троїцьке. У 2015 році увійшла до складу Берестівської громади. https://berestivska-gromada.gov.ua/ [Архівовано 19 березня 2020 у Wayback Machine.] Сільській раді були підпорядковані населені пункти: - с. Троїцьке - с. Глодове - с. Калайтанівка |

## Склад ради
Рада складалася з 16 депутатів та голови.

## Керівний склад сільської ради
| ПІБ                     | Основні відомості                                                                  | Дата обрання | Дата звільнення |
| ----------------------- | ---------------------------------------------------------------------------------- | ------------ | --------------- |
| Приймак Віктор Іванович | Сільський голова, 1956 року народження, освіта, член Соціалістичної партії України | 26.03.2006   | 31.10.2010      |
| Приймак Віктор Іванович | Сільський голова, 1956 року народження, освіта вища, член Партії регіонів          | 31.10.2010   |                 |

Примітка: таблиця складена за даними джерела